# Adranes coecus
Adranes coecus är en skalbaggsart som beskrevs av Leconte 1849. Adranes coecus ingår i släktet Adranes och familjen kortvingar. Inga underarter finns listade i Catalogue of Life.